# Церковь Святого Иоанна Крестителя (Бюракан)
Церковь Святого Иоанна Крестителя (арм. Սուրբ Հովհաննես Մկրտիչ եկեղեցի) — церковь в селе Бюракан Арагацотнского района Армении.

## История
Церковь Святого Иоанна Крестителя была основана в X веке. Здание имеет два входа. Крест на фасаде храма выполнен в виде мальтийской резной формы. Вокруг церкви находятся хачкары.

## Галерея

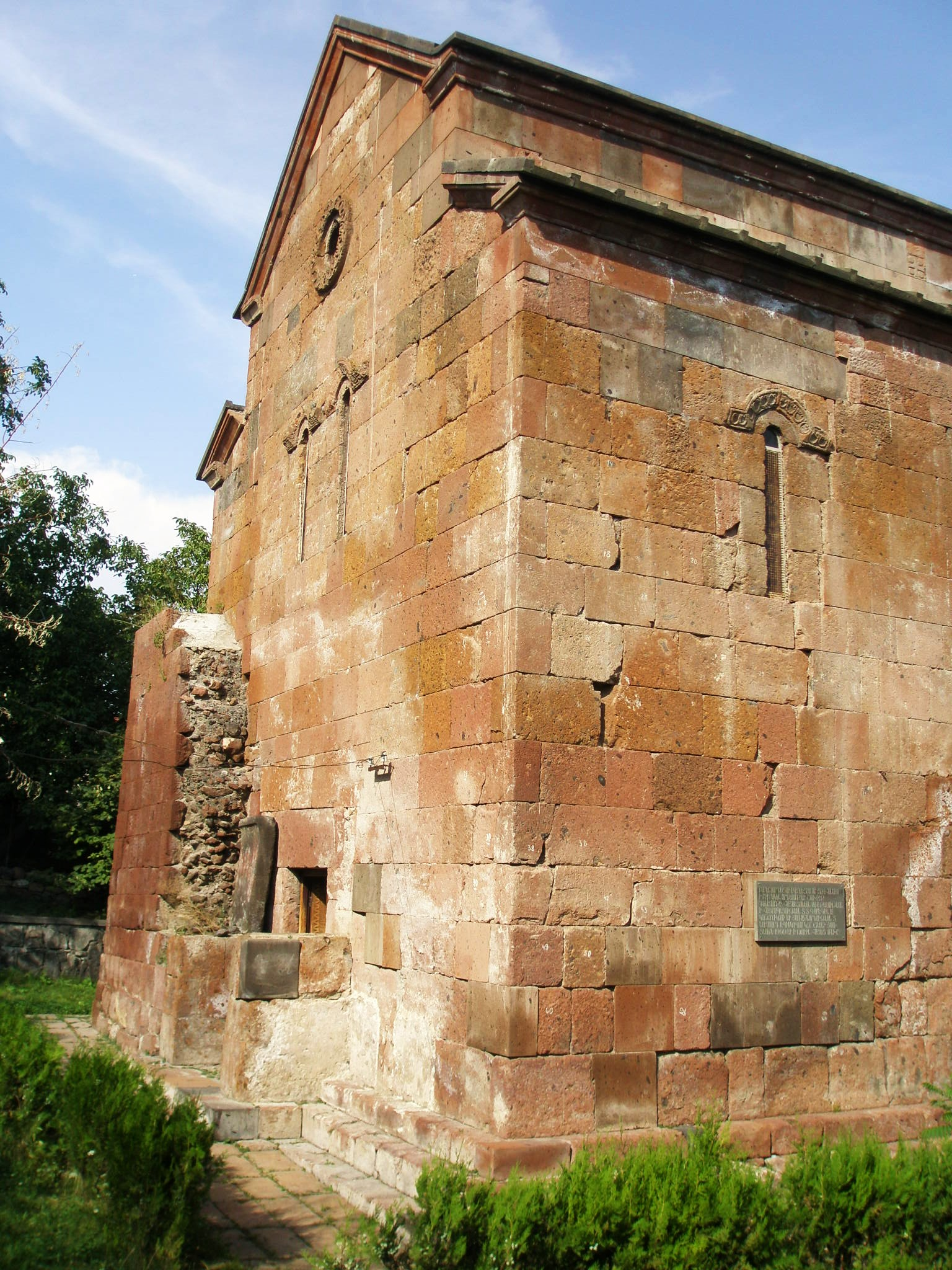
Вход
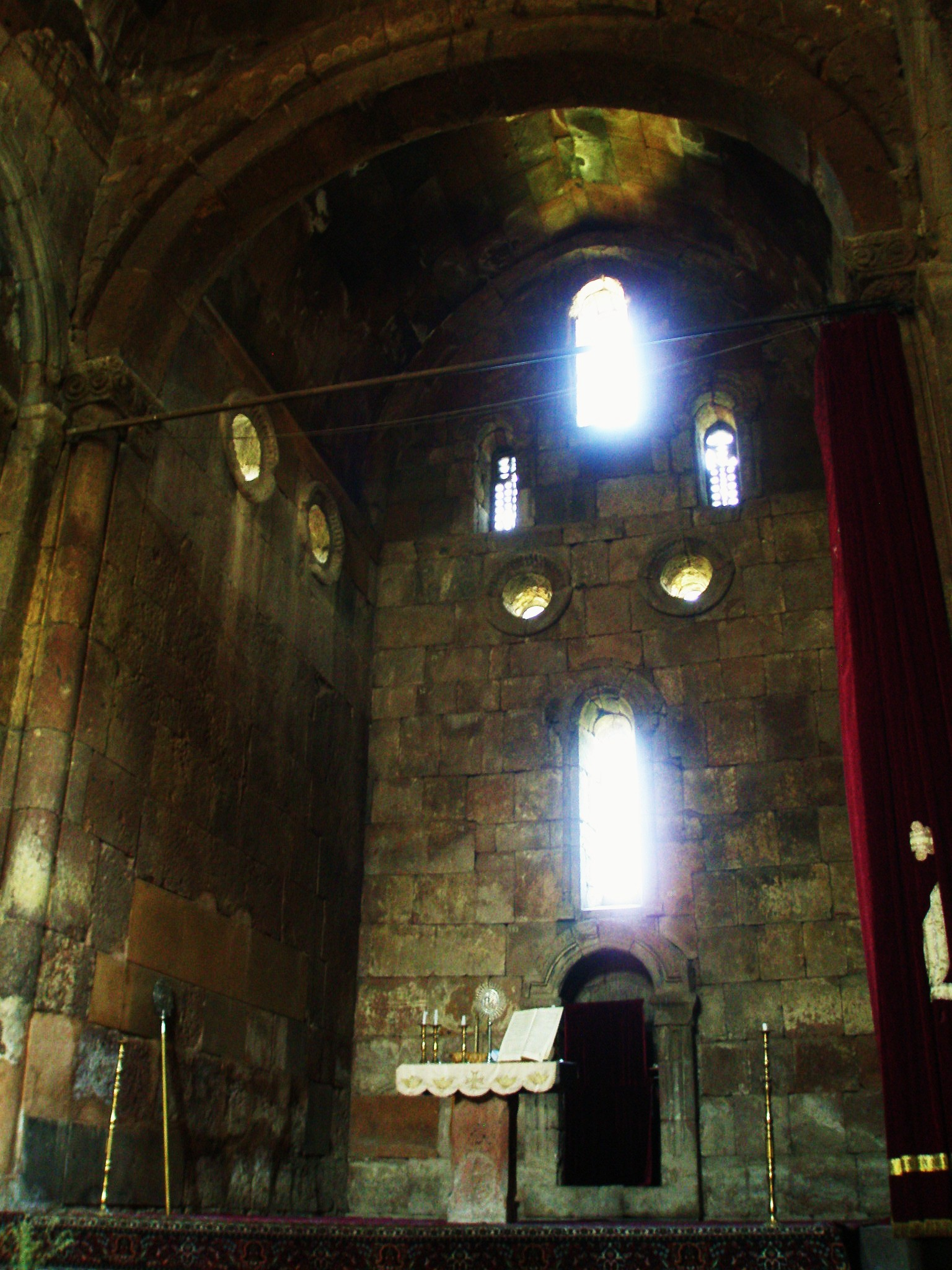
Интерьер
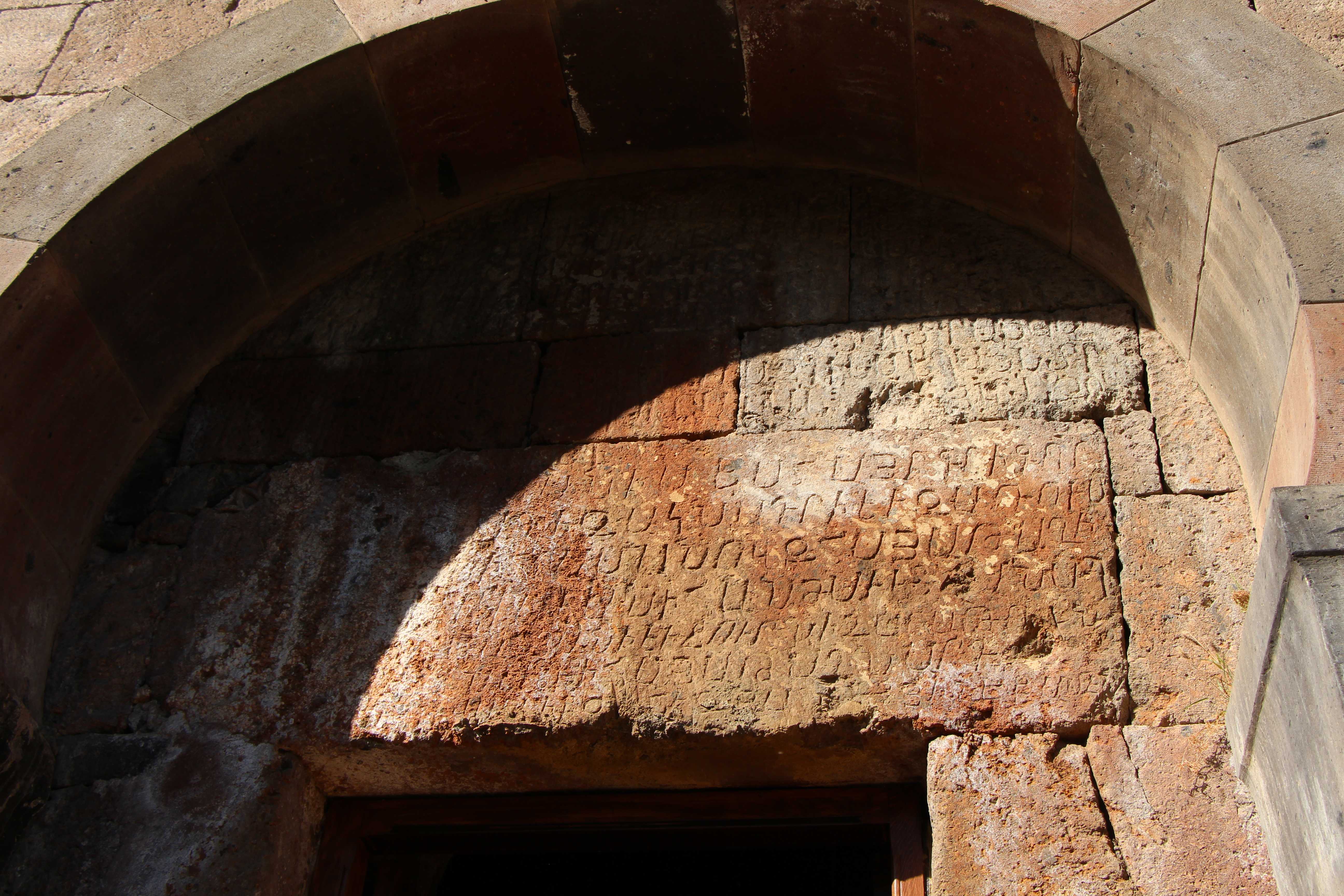
Надпись у входа в церковь на древнеармянском